# Alexandra Bibikina
Alexandra Bibikina (en armenio: Ալեքսանդրա Բիբիկինա, en ruso: Александра Бибикина, Cheliábinsk, Rusia, 16 de abril de 2002) es una deportista rusa que compite por Armenia en saltos de trampolín. Ganó una medalla de plata en el Campeonato Europeo de Saltos de 2025, en la prueba de trampolín 3 m.

## Palmarés internacional
| Campeonato Europeo | Campeonato Europeo | Campeonato Europeo | Campeonato Europeo |
| Año                | Lugar              | Medalla            | Prueba             |
| ------------------ | ------------------ | ------------------ | ------------------ |
| 2025               | Antalya (Turquía)  | Medalla de plata   | Trampolín 3 m      |